# Айю, Кваме
Ква́ме Айю́ (англ. Kwame Ayew; род. 28 декабря 1973[…], Аккра) — ганский футболист, выступавший на позиции нападающего.

## Карьера

### Клубная
Начал профессиональную карьеру в 17 лет, проведя два сезона в составе французского «Меца». В сезоне 1992/93 выступал за «Аль-Ахли» из Катара. В 1993 году вернулся в Европу и провёл два сезона в итальянском «Лечче», причём его клуб сначала занял последнее место в Серии A, а затем последнее в Серии B. С 1995 года играл за португальские клубы: «Униан Лейрия», «Витория», «Боавишта» и «Спортинг», в составе которого стал чемпионом сезона 1999/00. После этого провёл два сезона в Турции, где играл за «Йимпаш Йозгатспор» и «Коджаэлиспор». В составе последнего стал победителем Кубка Турции. В 2002 году уехал в Китай, где пять сезонов выступал за «Чанша Цзиньдэ» и «Интер Шанхай». В 2004 году, забив за «Интер» 17 мячей, стал лучшим бомбардиром чемпионата Китая. Завершил карьеру в 2007 году в португальской «Витории».

### В сборной
В 1992 году в составе сборной Ганы завоевал бронзовые медали на Олимпийских играх в Барселоне, при этом забив на турнире 6 мячей, уступил в борьбе за звание лучшего бомбардира только поляку Юсковяку. Принимал участие в финальных турнирах трёх Кубков африканских наций (1994, 1996, 2000). Всего за национальную команду сыграл 25 матчей.

## Достижения
Спортинг
- Чемпион Португалии: 1999/00

Боавишта
- Обладатель Суперкубка Португалии: 1997

Коджаэлиспор
- Обладатель Кубка Турции: 2002

Сборная Ганы
- Бронзовый призёр Олимпийских игр: 1992

## Личная жизнь
Младший брат Абеди Айю (Пеле), дядя Андре Айю, Джордана Айю и Абдула Рахима Айю.